# Senator Ninoy Aquino, Sultan Kudarat
Sen. Ninoy Aquino là một đô thị hạng 4 ở tỉnh Sultan Kudarat, Philippines. Theo điều tra dân số năm 2000, đô thị này có dân số 30.222 người trong 6.172 hộ. Thị xã được đặt tên theo Benigno "Ninoy" Aquino Jr.

## Các đơn vị hành chính
Sen. Ninoy Aquino được chia thành 20 barangay.
| - Banali - Basag - Buenaflores - Bugso - Buklod - Gapok - Kadi - Kapatagan - Kiadsam - Kuden | - Kulaman - Lagubang - Langgal - Limuhay - Malegdeg - Midtungok - Nati - Sewod - Tacupis - Tinalon |